# Douglas CG-19
El Douglas CG-19 fue un propuesto planeador de asalto estadounidense de los años 40 del siglo XX, diseñado por la Douglas Aircraft Company, no construyéndose ningún avión al cancelarse el proyecto.

## Diseño y desarrollo
Basado en el proyecto MX-878 de las Fuerzas Aéreas del Ejército de los Estados Unidos, el 11 de enero de 1946 se ordenaron dos ejemplares del designado XCG-19, denominado internamente como Model 1028. También se ordenó la construcción de una maqueta, que estaba completada al 60 % cuando se canceló todo el programa en marzo de 1947, al preferir las USAAF el XCG-18.
Con una capacidad para 30 soldados o 3,6 toneladas de carga, el CG-19 era un monoplano de ala alta cantilever, de construcción enteramente metálica. La cola era convencional y el tren de aterrizaje, triciclo retráctil. El fuselaje, de estructura semimonocasco, estaba construido principalmente en aluminio, de sección casi cuadrada, y se elevaba por la parte trasera. La cabina acomodaba a piloto y copiloto sentados lado a lado, pudiéndose acceder a la bodega mediante dos puertas laterales ubicadas en la parte izquierda del fuselaje, por delante y por detrás del ala. Para permitir la introducción de cargas voluminosas, el fuselaje trasero podía pivotar hacia la izquierda, justo por detrás de la puerta trasera. La bodega de carga tenía unas medidas de 7,53x2,35x1,98 m.

## Operadores
Estados Unidos
- Fuerzas Aéreas del Ejército de los Estados Unidos

## Especificaciones

### Características generales
- Tripulación: Dos (piloto y copiloto)
- Capacidad: 30 soldados o
- Carga: 3628 kg
- Longitud: 18,6 m (61 ft)
- Envergadura: 25,9 m (85 ft)
- Altura: 7 m (23 ft)
- Peso vacío: 2893 kg (6376,2 lb)
- Peso máximo al despegue: 6523 kg (14 376,7 lb)

## Aeronaves relacionadas

### Desarrollos relacionados
- Chase XCG-18

### Secuencias de designación
- Secuencia CG-_ (Planeadores de Carga del USAAC/USAAF, 1941-1948): ← CG-17 - CG-18 - CG-19 - CG-20